# Yusef Komunyakaa

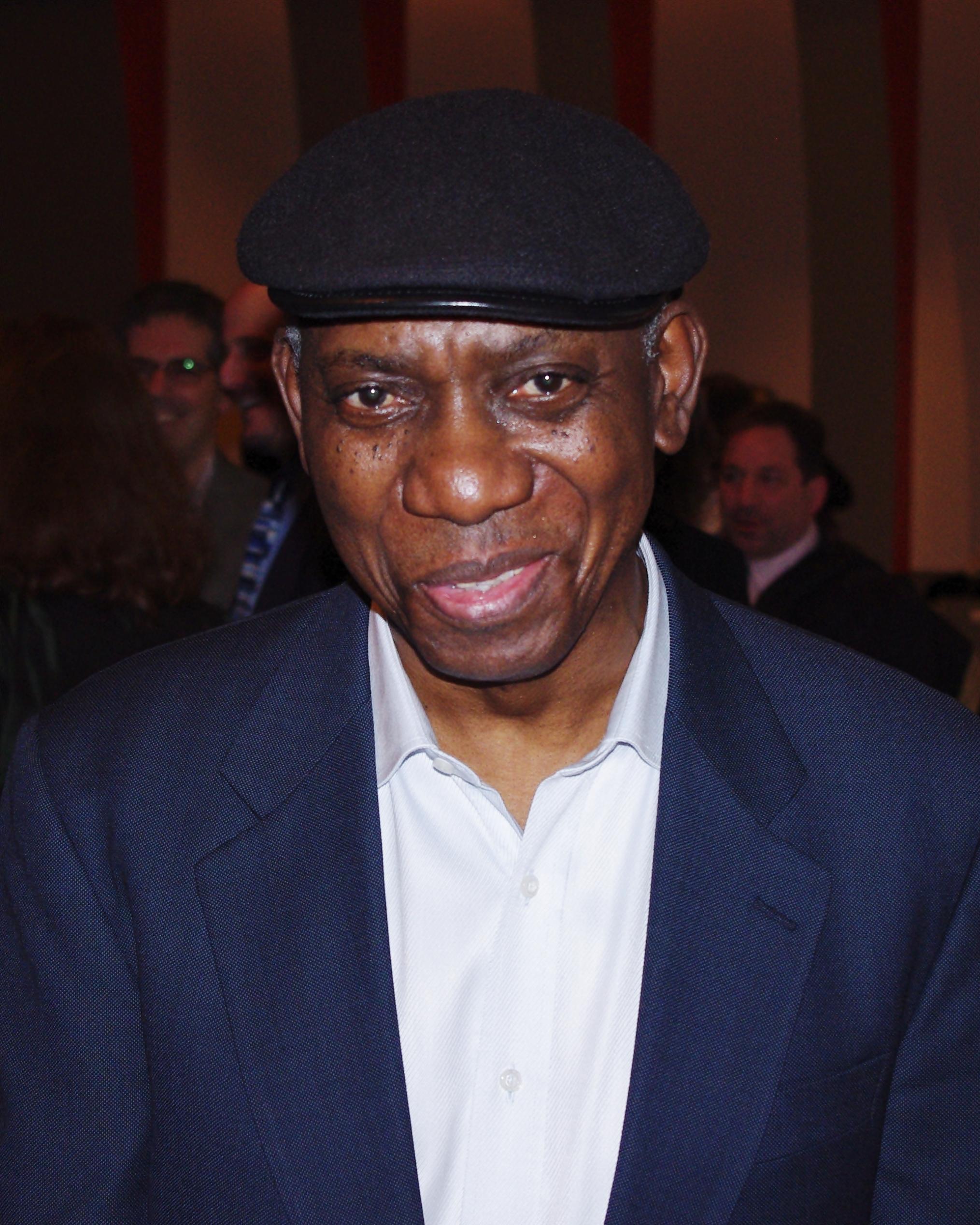
Yusef Komunyakaa, 2012

Yusef Komunyakaa (* 29. April 1947 in Bogalusa, Louisiana) ist ein US-amerikanischer Schriftsteller, der zurzeit an der New York University lehrt. Er ist Mitglied bei dem Fellowship of Southern Writers und erhielt bedeutende Literaturpreise, wie den Kingsley Tufts Poetry Award, den Pulitzer-Preis für Poesie (beide 1994) und den Ruth Lilly Poetry Prize (2001). In seinem Werk behandelt er Themen, die von afroamerikanischem Lebensgefühl, über die Problematik ländlichen Lebens in den Südstaaten vor der Bürgerrechtsbewegung bis hin zu eigenen Erfahrungen als Soldat im Vietnam-Krieg reichen.

## Leben

### Der Schriftsteller
Yusef Komunyakaa wurde 1947 in Bogalusa, Louisiana, während der Zeit der Bürgerrechtsbewegung geboren. Er diente als Kriegsberichterstatter im Vietnamkrieg, wo er unter anderem Artikel über die vietnamesische Geschichte und Literatur verfasste. Nach seiner Rückkehr aus Vietnam wendete er sich gänzlich der Poesie zu und wurde zu einem der wichtigsten Vertreter literarischen Schaffens seiner Generation. Komunyakaa war für zehn Jahre mit der australischen Schriftstellerin Mandy Sayer verheiratet und pflegte anschließend eine langjährige Beziehung zu der Poetin Reetika Vazirani, die sich 2003 mit ihrem Sohn Jehan das Leben nahm. Dies wiederum war für Sayer der Anlass, ein Buch über ihre eigene desaströse und sie ebenfalls an den Rand des Suizids treibende Beziehung zu Komunyakaa zu schreiben („The Poet’s Wife“, 2014).
Yusef Komunyakaa studierte Kreatives Schreiben an der University of Colorado in Colorado Springs und schloss seine Studien 1980 an der University of California in Irvine ab. Nachdem er an der University of New Orleans gelehrt hatte, bekam er einen Lehrstuhl an der Indiana University, den er ungefähr zehn Jahre innehatte. Seit 1997 ist Yusef Komunyakaa Professor an der Princeton University. Anschließend (bis zu seiner Emeritierung im Jahr 2006) war er an der New York University tätig; heute ist er dort „Senior faculty member“ im „Creative Writing Program“. 1999 übernahm er für fünf Jahre das Amt des Kanzlers der Academy of American Poets. 2016 bis 2019 war er „New York State Poet Laureate“.

### Das Werk
Bekannt wurde Yusef Komunyakaa 1984 mit seiner Gedichtsammlung Copacetic. Unter Verwendung von Jazz-Rhythmen und Synkopen schuf er sich mit modernsten Kolloquialismen eine poetische Bildhaftigkeit, welche bezeichnend für ihn werden sollte. Auch ist in diesem Werk der Drang zur Benennung kultureller, ansonsten im Alltag unausgesprochener Wahrheiten zu vermerken, was eine erlösende Wirkung bezwecken sollte:

How can love heal

the mouth shut this way...

Say something that resuscitates

us, behind the masks

(in etwa: „Wie kann Liebe heilen

mit dem Mund so verschlossen...

Sag etwas, was uns wiederbelebt

uns, hinter unseren Masken“)
Auch I Apologize for the Eyes in My Head (Ich entschuldige mich für die Augen in meinem Kopf) wurde ein Erfolg; doch den Durchbruch in der Literaturszene konnte Komunyakaa mit der Publikation Dien Cai Dau („Dinky Dow“ ausgesprochen, was im Vietnamesischen „verrückt“ bedeutet) verzeichnen, in der er seine Erfahrungen als Soldat im Vietnam-Krieg verarbeitete. Das Buch beinhaltet das Gedicht Facing It (Sich damit auseinandersetzen), in dem er seine Gefühle beim Anblick des Vietnam Veterans’ Memorial in Washington, D.C. schildert. Das Gedicht steht heute stellvertretend für Komunyakaas gesamtes Werk:

He’s lost his right arm

inside the stone. In the black mirror

a woman’s trying to erase names:

No, she’s brushing a boy’s hair.

(in etwa: „Er hat seine rechten Arm verloren

im Stein. Im schwarzen Spiegel

eine Frau versucht Namen auszulöschen:

Nein, sie kämmt einem Jungen das Haar.“)
Komunyakaa wurde mehrfach für seine Werke ausgezeichnet. So gewann er 1994 mit seinem Buch Neon Vernacular den Pulitzer-Preis für Poesie und kam mit Thieves of Paradise 1998 unter die Finalisten des National Book Critics Circle Award. Des Weiteren wurde Komunyakaa mit dem William-Faulkner-Preis der Université de Rennes, dem Thomas Forcade Award, dem Hanes Poetry Prize und dem Bronze Star (für seinen Dienst in Vietnam) geehrt. 1999 wurde er zum Vorsitzenden der Academy of American Poets gewählt. Mit dem Trompeter Dennis Gonz´ßalez entstand der Livemitschnitt Herido: Live at St. James Cathedral, Chicago (2002).
2004 begann Yusef Komunyakaa, mit dem Dramaturgen und Theaterproduzenten Chad Garcia eine Theater-Adaption des Gilgamesch-Epos umzusetzen. 2007 wurde er mit dem Robert Creeley Poetry Award ausgezeichnet. Im selben Jahr hielt er eine Lesung aus seinem Werk im Parker Damon Gebäude. 2009 wurde er in die American Academy of Arts and Letters aufgenommen. 2016 wurde er zum Mitglied der American Academy of Arts and Sciences gewählt.

## Werke
- Lost in the Bone Wheel Factory (1979)
- Copacetic (1984)
- I Apologize for the Eyes in My Head (1986)
- Dien Cai Dau (1988)
- Magic City (1992)
- Neon Vernacular: New And Selected Poems (1993)
- Thieves of Paradise (1998)
- Talking Dirty to the Gods: Poems (2001)
- Scandalize My Name (2002)
- Pleisure Dome: New And Collected Poems (2004)
- Taboo: The Wishbone Trilogy, Part 1 (2006)
- Gilgamesh: A Verse Play (Wesleyan Poetry) (Idee Chad Gracia), Wesleyan University Press 2006, ISBN 0-8195-6824-4
- Der Gott der Landminen. Gedichte. Zweisprachige Ausgabe, übers. von Mirko Bonné. München: Edition Lyrik Kabinett bei Hanser, 2024, ISBN 9783446279674